# 칠순 주일
칠순 주일(라틴어: Dominica in Septuagesima, 七旬主日)은 기독교에서 ‘그리스도의 부활 이전 70일이 되는 날’이라는 뜻으로, 즉 사순 시기가 시작되는 재의 수요일 전 셋째 주일, 주님 부활 대축일 전 아홉번째 주일이다. 전례력으로 칠순 주일로 시작하여 육순 주일과 오순 주일을 지내고, 재의 수요일 전날, 즉 참회의 화요일까지 기간을 ‘칠순 시기’라고 부른다.
제2차 바티칸 공의회 이후 출간된 새 전례서에서는 기존에 있던 칠순 주일과 육순 주일, 오순 주일을 지내지 않고 연중 시기로 편입하였다. 반면에 요한 23세 미사 경본과 성무일도서와 같은 전통 전례서적들에는 칠순 주일과 육순 주일, 오순 주일이 그대로 보존되어 기념되고 있다. 이 기간에 사제는 자주색 제의를 착용하고, 미사 중에 알렐루야를 노래하거나 외우는 대신에 연경을 바친다.

## 날짜[1]
| - 2001: 2월 11일 - 2002: 1월 27일 - 2003: 2월 16일 - 2004: 2월 8일 - 2005: 1월 23일 - 2006: 2월 12일 - 2007: 2월 4일 - 2008: 1월 20일 - 2009: 2월 8일 - 2010: 1월 31일 | - 2011: 2월 20일 - 2012: 2월 5일 - 2013: 1월 27일 - 2014: 2월 16일 - 2015: 2월 1일 - 2016: 1월 24일 - 2017: 2월 12일 - 2018: 1월 28일 - 2019: 2월 17일 - 2020: 2월 9일 | - 2021: 1월 31일 - 2022: 2월 13일 - 2023: 2월 5일 - 2024: 1월 28일 - 2025: 2월 16일 - 2026: 2월 1일 - 2027: 1월 24일 - 2028: 2월 13일 - 2029: 1월 28일 - 2030: 2월 17일 |

## 같이 보기
- 연중 시기